# 永城北站
永城北站是徐兰客运专线东段郑徐客运专线的一个车站，2016年9月10日开通。车站位于中国河南省商丘市永城市芒山镇，距市中心36公里，由中国铁路上海局集团徐州直属站管辖，是极少数几座位于河南省内的上海局集团管内车站之一（既有陇海线豫东段杨集至虞城县各站由上海局徐州车务段管辖）。